# Dimítrios Grávalos
Dimítrios Gávralos (en grec moderne : Δημήτριος Γράβαλος, né le 18 avril 1984 à Kalamariá) est un athlète grec, spécialiste du 400 m.

## Carrière
Il participe aux Jeux olympiques d'été de 2008 à Pékin. Son meilleur temps sur 400 m est de 45 s 94 obtenu à Athènes en 2006.

## Palmarès
| Date | Compétition         | Lieu    | Résultat | Épreuve   | Temps         |
| ---- | ------------------- | ------- | -------- | --------- | ------------- |
| 2009 | Jeux méditerranéens | Pescara | 3e       | 4 x 400 m | 3 min 06 s 29 |
| 2013 | Jeux méditerranéens | Mersin  | 3e       | 4 x 400 m | 3 min 07 s 36 |